# Юлиан Цабар
Юлиан Цабр (Юлиан бен Савар; Юлиан бен Цабар) — вождь восставших самаритян и иудеев в 529 году. Был провозглашён восставшими царём Израиля.

## Биография
Восстание началось из-за законов, введенных византийским императором Юстинианом I (527-65) против самаритян. Поводом к нему послужил учиненный христианами погром самаритян в Бейт-Шеане (Скифополе).
Узнавшие о разгроме еврейского государства Химьяр (см. Юсуф Зу-Нувас) в Скифополе самаритяне напали на христиан и спалили часть города. В мае 529 года вооруженные самаритяне ворвались в Шхем и истребили местных христиан, в том числе сменивших веру отступников.
Византийский император Юстиниан обвинил в попустительстве архонта Васса и казнил его.
Весной 529 года восставшие евреи и манихеи под руководством Юлиана начали сжигать церкви, резать на куски священников (после чего сжигали их вместе с мощами), в том числе епископа Саммона, и знать. Юлиан разрушил все церкви в захваченных городах. Он сделал своей столицей Шхем.
Устроив в Неаполе Сирийском в честь победы конские ристалища, Юлиан отрубил голову их победителю Никию, когда узнал, что тот христианин.
Юстиниан обратился за помощью к Гассанидам, и в 531 году византийцы и арабы во главе с шейхом Абу-Карибом подавили восстание, убив 20 тысяч человек и столько же поработив; Юлиан отступил из Шхема в самарийские горы, но погиб в бою. По словам Феофана Исповедника, Юлиану отрубили голову.

## Византийские историки
Прокопий Кесарийский:

«Когда же вскоре такой же закон был издан и относительно самаритян, беспорядочное волнение охватило Палестину. Те, кто жил в моей Кесарии и других городах, сочтя за глупость терпеть какие бы то ни было страдания из-за бессмысленного учения, поменяли своё прежнее название на имя христиан и под такой личиной смогли избежать грозящей от этого закона опасности. И те из них, что были людьми разумными и добропорядочными, отнюдь не сочли недостойным быть верными этому учению; многие же, однако, обозленные тем, что не по доброй воле, но по закону принуждаются изменить вере отцов, тотчас же склонились к манихейству и так называемому многобожию. Что касается крестьян, то все они, объединившись, решили поднять оружие против василевса, поставив царем над собой некоего разбойника по имени Юлиан, сын Савара. Придя в столкновение с солдатами, они некоторое время держались, затем, потерпев поражение в битве, все пали вместе со своим предводителем. Говорят, что в этом сражении погибло сто тысяч человек, и в итоге этого самая плодородная на земле местность лишилась крестьян».

Иоанн Малала:

«Архонты Палестины и дукс Феодор Курносый тотчас же сообщили о дерзости тирана василевсу Юстиниану, и устремился дукс против [Юлиана] с большим войском, взяв с собой и филарха Палестины. Самаритянин Юлиан, узнав об этом, бежал из Неаполя. Дукс и его войско преследовали его, и между ними произошла битва. Многих самаритян дукс зарубил и захватил самого самаритянина Юлиана, так как Бог отвернулся от него. Отрубив ему голову, он [дукс] послал её вместе с диадемой Василеву Юстиниану. Вскоре после того, как василевсу стало известно о тирании самаритян и несчастном Юлиане, пришло в Константинополь сообщение архонтов и [посланная василевсу] голова тирана. Пало же со стороны самаритян двадцать тысяч. Некоторые [самаритяне] бежали на гору по имени Арпаридза, другие в Трахон, на так называемую железную гору. Филарх, сарацин римлян, захватил из них в качестве добычи двадцать тысяч юношей и девушек, которых продал в персидских и индийских областях. 

Василевс, узнав, что многие поместья Палестины самаритяне сожгли сразу ж после захвата власти, разгневался на дукса Палестины, поскольку он не выступил против них, как только услышал, что они собираются, и не разогнал их до того, пока они устремились в деревни и город. Сместив без почестей этого дукса, он приказал для безопасности держать его под стражей. Вместо него [василевс] послал дукса Иринея, антиохийца. Тот, устремившись против находящихся в горах самаритян, жестоко им отомстил, убив многих».